# Joe Willock
Joseph « Joe » Willock, né le 20 août 1999 à Waltham Forest, est un footballeur anglais qui évolue au poste de milieu de terrain à Newcastle United.

## Biographie

### En club
Formé à l'Arsenal FC, Joe Willock participe à sa première rencontre avec l'équipe professionnelle à l'occasion d'un match de Coupe de la Ligue anglaise contre les Doncaster Rovers le 20 septembre 2017.
Huit jours plus tard, il joue son premier match de Coupe d'Europe en étant titularisé face au FK BATE Borisov en Ligue Europa (victoire 2-4). Utilisé à cinq reprises au cours de cette édition de la Ligue Europa, durant laquelle Arsenal atteint les demi-finales, Willock prend part à onze matchs toutes compétitions confondues durant la saison 2017-2018.
En juillet 2018, le jeune milieu de terrain fait partie de l'effectif prenant part à la tournée de pré-saison des Gunners à Singapour.
Willock inscrit son premier but sous le maillot d'Arsenal lors d'un match de Ligue Europa face au club ukrainien de Vorskla Poltava (0-3) le 29 novembre 2018. Le 5 janvier 2019, il inscrit son premier doublé contre Blackpool en Coupe d'Angleterre (0-3).
Willock s'installe définitivement dans la rotation de l'effectif des Gunners lors de la saison 2019-2020. Régulièrement aligné par Mikel Arteta, le jeune milieu de terrain anglais inscrit cinq buts en quarante-quatre matchs toutes compétitions confondues au cours de cette saison. Il est cependant moins utilisé au cours de la première partie de saison 2020-2021, ce qui pousse Arsenal à le céder en prêt pour six mois à Newcastle United le 1er février 2021. Il inscrit huit buts en quatorze matchs avec les Magpies avant de retrouver Arsenal au cours de l'été 2021.
Le 13 août 2021, Willock s'engage définitivement avec Newcastle United, sur la base d'un contrat de six saisons.

### En équipe nationale
Avec les moins de 16 ans, il inscrit un but contre l'Écosse en novembre 2014 (victoire 2-1).
Avec les moins de 19 ans, il participe aux éliminatoires du championnat d'Europe des moins de 19 ans 2018 (quatre matchs joués, avec quatre victoires).
Avec les moins de 20 ans, il inscrit deux buts en 2018 : contre l'Italie tout d'abord en octobre (victoire 2-1), puis face à l'Allemagne en novembre (victoire 2-0).

## Statistiques
| Saison                | Club                    | Championnat           | Championnat | Championnat | Coupe nationale | Coupe nationale | Coupe de la Ligue | Coupe de la Ligue | Supercoupe | Supercoupe | Compétition(s) continentale(s) | Compétition(s) continentale(s) | Compétition(s) continentale(s) | Total | Total |
| Saison                | Club                    | Division              | M.          | B.          | M.              | B.              | M.                | B.                | M.         | B.         | Comp.                          | M.                             | B.                             | M.    | B.    |
| 2017-2018             | Arsenal FC              | Premier League        | 2           | 0           | 1               | 0               | 3                 | 0                 | -          | -          | C3                             | 5                              | 0                              | 11    | 0     |
| 2018-2019             | Arsenal FC              | Premier League        | 2           | 0           | 1               | 2               | -                 | -                 | -          | -          | C3                             | 3                              | 1                              | 6     | 3     |
| 2019-2020             | Arsenal FC              | Premier League        | 29          | 1           | 5               | 0               | 2                 | 2                 | -          | -          | C3                             | 8                              | 2                              | 44    | 5     |
| 2020-2021             | Arsenal FC              | Premier League        | 7           | 0           | 1               | 0               | 3                 | 0                 | 1          | 0          | C3                             | 5                              | 3                              | 17    | 3     |
| Sous-total            | Sous-total              | Sous-total            | 40          | 1           | 8               | 2               | 8                 | 2                 | 1          | 0          | -                              | 21                             | 6                              | 78    | 11    |
| 2020-2021             | Newcastle United (prêt) | Premier League        | 14          | 8           | -               | -               | -                 | -                 | -          | -          | -                              | -                              | -                              | 14    | 8     |
| 2021-2022             | Newcastle United        | Premier League        | 29          | 2           | 1               | 0               | 1                 | 0                 | -          | -          | -                              | -                              | -                              | 31    | 2     |
| 2022-2023             | Newcastle United        | Premier League        | 35          | 3           | 1               | 0               | 7                 | 0                 | -          | -          | -                              | -                              | -                              | 43    | 3     |
| 2023-2024             | Newcastle United        | Premier League        | 9           | 1           | 2               | 0               | 1                 | 1                 | -          | -          | C1                             | 2                              | 0                              | 14    | 2     |
| 2024-2025             | Newcastle United        | Premier League        | 32          | 0           | 2               | 2               | 7                 | 1                 | -          | -          | -                              | -                              | -                              | 41    | 3     |
| Sous-total            | Sous-total              | Sous-total            | 119         | 14          | 6               | 2               | 16                | 2                 | -          | -          | -                              | 2                              | 0                              | 143   | 18    |
| Total sur la carrière | Total sur la carrière   | Total sur la carrière | 159         | 15          | 14              | 4               | 24                | 4                 | 1          | 0          | -                              | 23                             | 6                              | 221   | 29    |

## Palmarès

### En club
- Arsenal FC
  - Vainqueur du Community Shield en 2017 et 2020.
  - Vainqueur de la Coupe d'Angleterre en 2020.
  - Finaliste de la Ligue Europa en 2019.

- Newcastle United
  - Vainqueur de la Coupe de la Ligue en 2025.
  - Finaliste de la Coupe de la Ligue en 2023.

### Distinction individuelle
- Joueur du mois de Premier League en mai 2021.

## Vie personnelle
Joe Willock a deux frères aînés, Matty Willock (en) et Chris Willock, aussi footballeurs.